# Lista över vice talmän i Sveriges riksdag
Detta är en lista över Sveriges riksdags vice talmän. 1867-1920 fanns det en vice talman i varje kammare, 1921-1970 hade varje kammare två vice talmän, och sedan enkammarriksdagens införande 1971, har riksdagen tre vice talmän. Ursprungligen utsågs talmännen av kungen, men sedan 1921 väljs de av respektive kammare.

## Tvåkammarriksdagens vice talmän (1867–1920)
| Namn                    | Period      | Politisk tillhörighet     |
| ----------------------- | ----------- | ------------------------- |
| Ludvig Teodor Almqvist  | 1867        | -                         |
| Olof Fåhræus            | 1868 – 1872 | -                         |
| Fredrik Alexander Funck | 1873 – 1874 | -                         |
| Olof Fåhræus            | 1875        | -                         |
| Gerhard Lagerstråle     | 1875        | -                         |
| Henrik Rosensvärd       | 1876 – 1877 | -                         |
| Edvard Carleson         | 1878        | -                         |
| Pehr von Ehrenheim      | 1879 – 1891 | Protektionistiska partiet |
| Gustaf Sparre           | 1891 – 1895 | -                         |
| Edvard Casparsson       | 1896 – 1899 | -                         |
| Christian Lundeberg     | 1899 – 1905 | Protektionistiska partiet |
| Lars Åkerhielm          | 1905        | Protektionistiska partiet |
| Christian Lundeberg     | 1906 – 1908 | Protektionistiska partiet |
| Gottfrid Billing        | 1909 – 1912 | Nationella partiet        |
| Sixten von Friesen      | 1913 – 1915 | Liberala samlingspartiet  |
| Theodor Odelberg        | 1916 – 1918 | Nationella partiet        |
| Herman Lamm             | 1919 – 1920 | Liberala samlingspartiet  |

| Namn                      | Period      | Politisk tillhörighet    |
| ------------------------- | ----------- | ------------------------ |
| Karl Axel Mannerskantz    | 1867 – 1872 | -                        |
| Gustaf Åkerhielm          | 1873 – 1874 | -                        |
| Olof Wijk d.y.            | 1875 – 1880 | -                        |
| Carl Ifvarsson            | 1880 – 1884 | Lantmannapartiet         |
| Liss Olof Larsson         | 1885 – 1887 | Lantmannapartiet         |
| Sven Nilsson i Everöd     | 1887 – 1888 | Gamla lantmannapartiet   |
| Liss Olof Larsson         | 1889 – 1890 | Nya lantmannapartiet     |
| Anders Peter Danielson    | 1891 – 1894 | Nya lantmannapartiet     |
| Gustaf Fredrik Östberg    | 1895 – 1896 | Lantmannapartiet         |
| Anders Peter Danielson    | 1897        | Lantmannapartiet         |
| Axel Swartling            | 1898 – 1902 | Lantmannapartiet         |
| Pehr Pehrson i Törneryd   | 1903 – 1908 | Lantmannapartiet         |
| Karl Staaff               | 1909 – 1910 | Liberala samlingspartiet |
| Theodor af Callerholm     | 1910 – 1912 | Liberala samlingspartiet |
| Carl Carlson Bonde        | 1912        | Liberala samlingspartiet |
| Daniel Persson i Tällberg | 1913 – 1917 | Liberala samlingspartiet |
| Herman Lindqvist          | 1918        | Socialdemokraterna       |
| Raoul Hamilton            | 1918 – 1920 | Liberala samlingspartiet |

## Tvåkammarriksdagens vice talmän (1921-1970)
| Period      | Förste vice talman       | Andre vice talman        |
| ----------- | ------------------------ | ------------------------ |
| 1921 – 1928 | Herman Lamm              | August Nilsson i Kabbarp |
| 1929 – 1931 | August Nilsson i Kabbarp | Petrus Nilsson i Gränebo |
| 1931 – 1939 | Olof Olsson i Göteborg   |                          |
| 1939 – 1950 | Petrus Nilsson i Gränebo | Harald Åkerberg          |
| 1950 – 1951 | Axel Strand              |                          |
| 1952        | Axel Strand              | Erik von Heland          |
| 1953 – 1958 | Gunnar Lodenius          |                          |
| 1959 – 1970 | Ivar Johansson           |                          |

| Period      | Förste vice talman      | Andre vice talman       |
| ----------- | ----------------------- | ----------------------- |
| 1921 – 1923 | Raoul Hamilton          | Per Nilsson i Bonarp    |
| 1923 – 1924 | Erik Nilson             |                         |
| 1925 – 1931 | Raoul Hamilton          |                         |
| 1931 – 1932 | Per Nilsson i Bonarp    | Sven Bengtsson i Norup  |
| 1933 – 1934 | Sven Bengtsson i Norup  | Otto Magnusson          |
| 1935 – 1936 | Otto Magnusson          | Ola Jeppsson            |
| 1937 – 1940 | Ola Jeppsson            | Karl Magnusson i Skövde |
| 1940 – 1943 | Karl Magnusson i Skövde | Ivar Österström         |
| 1943 – 1948 | Oscar Carlström         |                         |
| 1949        | Oscar Carlström         | Martin Skoglund         |
| 1949 – 1956 | Martin Skoglund         | Anders Olsson           |
| 1957 – 1960 | Oscar Malmborg          |                         |
| 1961 – 1964 | Oscar Malmborg          | Torgil von Seth         |
| 1965 – 1970 | Bertil von Friesen      | Leif Cassel             |

## Enkammarriksdagens vice talmän (sedan 1971)

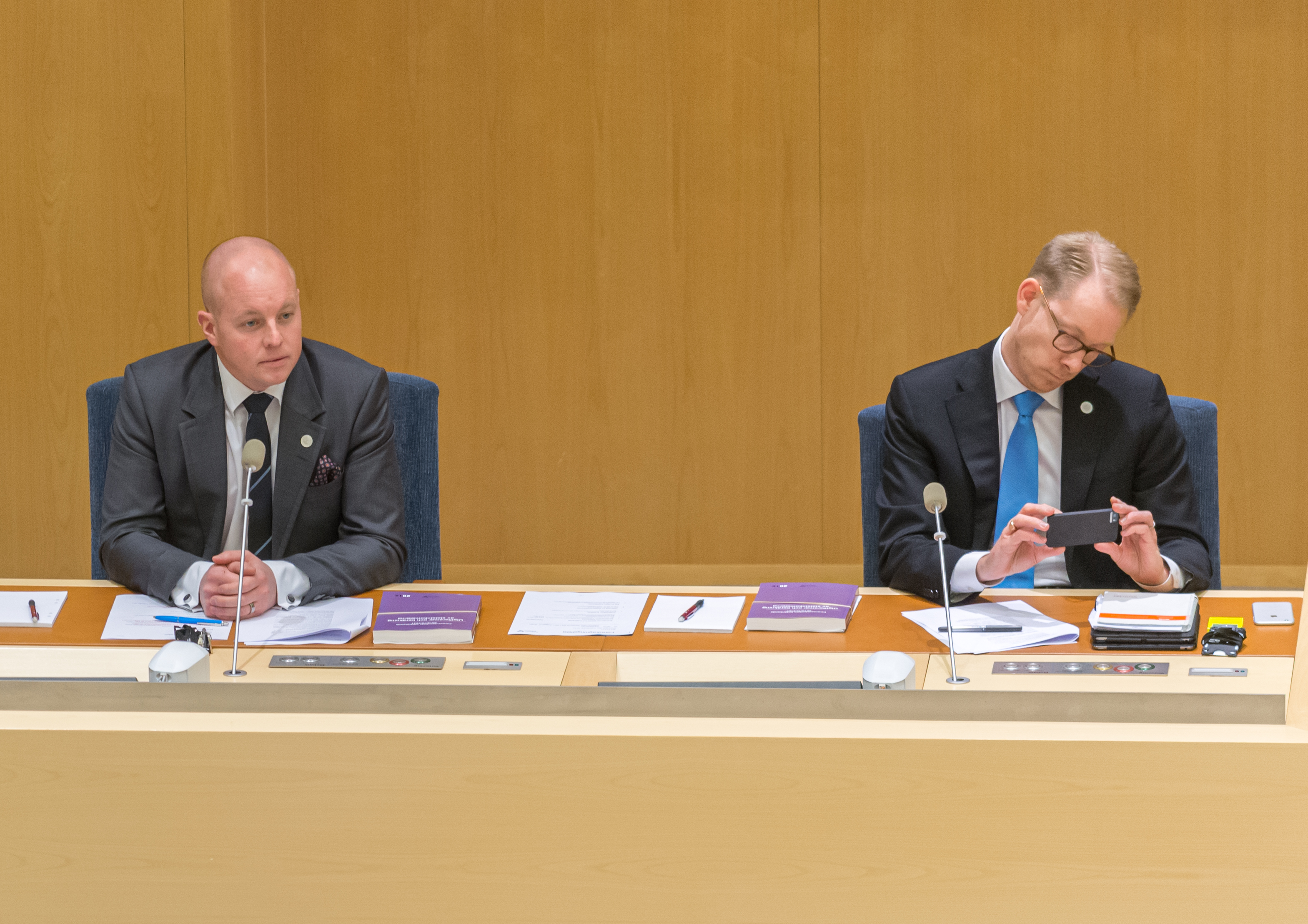
Vice talmännen Björn Söder och Tobias Billström under budgetomröstningen 2014 i Sveriges riksdag.

| Centerpartiet Folkpartiet Moderaterna Socialdemokraterna | Vänsterpartiet Kristdemokraterna Miljöpartiet Sverigedemokraterna |

| Mandat- period | Förste vice talman                                         | Andre vice talman                                        | Tredje vice talman                                     | Noter |
| -------------- | ---------------------------------------------------------- | -------------------------------------------------------- | ------------------------------------------------------ | ----- |
| 1971–1973      | Torsten Bengtson                                           | Cecilia Nettelbrandt                                     | Ivar Virgin                                            |       |
| 1974–1976      | Ivar Virgin                                                | Cecilia Nettelbrandt                                     |                                                        |       |
| 1976–1979      | Tage Magnusson                                             | Karl Erik Eriksson                                       |                                                        |       |
| 1979–1982      | Ingegerd Troedsson                                         | Thorsten Larsson                                         |                                                        |       |
| 1982–1985      | Anders Dahlgren                                            |                                                          |                                                        |       |
| 1985–1988      | Karl Erik Eriksson (1985-1988); Christer Eirefelt (1988)   | Anders Dahlgren (1985-1986); Bertil Fiskesjö (1986–1988) |                                                        |       |
| 1988–1991      | Christer Eirefelt                                          | Bertil Fiskesjö                                          |                                                        |       |
| 1991–1994      | Stig Alemyr                                                |                                                          |                                                        |       |
| 1994–1998      | Anders Björck                                              | Görel Thurdin                                            | Christer Eirefelt                                      |       |
| 1998–2002      | Eva Zetterberg                                             | Rose-Marie Frebran                                       |                                                        |       |
| 2002–2006      | Anders Björck (2002); Per Westerberg (2003–2006)           | Kerstin Heinemann                                        | Helena Höij                                            |       |
| 2006–2010      | Jan Björkman                                               | Birgitta Sellén                                          | Liselott Hagberg                                       |       |
| 2010–2014      | Susanne Eberstein                                          | Ulf Holm                                                 | Liselott Hagberg (2010–2012); Jan Ertsborn (2012–2014) |       |
| 2014–2018      | Tobias Billström (2014–2017); Ewa Thalén Finné (2017–2018) | Björn Söder                                              | Esabelle Dingizian                                     |       |
| 2018–2022      | Åsa Lindestam                                              | Lotta Johnsson Fornarve                                  | Kerstin Lundgren                                       |       |
| 2022–2026      | Kenneth G. Forslund                                        | Julia Kronlid                                            | [ 1 ]                                                  |       |